# 匙叶草属
匙叶草属（学名：Latouchea）是龙胆科下的一个属，为草本植物。该属仅有匙叶草（Latouchea fokiensis）一种，分布于中国福建、广东、广西、四川与贵州。

## 物种
本属包括以下物种：
- 匙叶草 Latouchea fokienensis Franch., 1899